# Памятный знак в честь 200-летия Кривого Рога

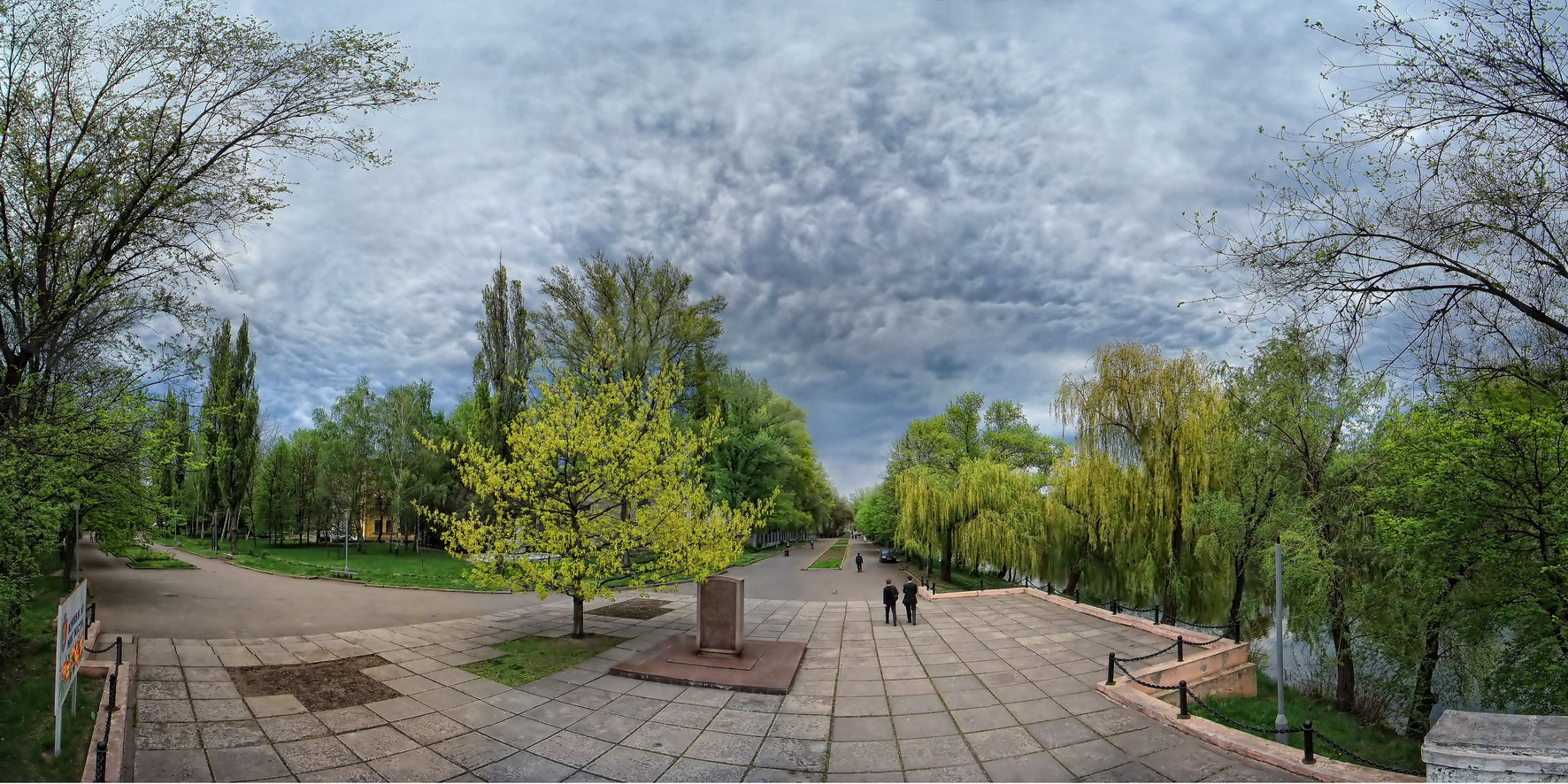
Место основания города Кривого Рога, на котором установлен памятный знак

Памятный знак в честь 200-летия Кривого Рога — памятник в городе Кривой Рог, открытый к юбилею города в мае 1975 года.

## История
8 мая 1775 года согласно приказу кошевого атамана Запорожской Сечи Петра Калнышевского была открыта почтовая станция Кривой Рог.
С 1975 года само это событие на официальном уровне считается датой основания города.
8 мая 1975 года, в честь 200-летия Кривого Рога, в сквере по улице Грабовского, недалеко от места слияния рек Ингулец и Саксагань, в Центрально-Городском районе Кривого Рога установлен памятный знак.

## Характеристика
Архитектор Иван Гаврилов. Гранитный прямоугольный обелиск передаёт содержание письма кошевого атамана об основании почтовой станции Кривой Рог.
Памятный знак представляет собой обелиск высотой 1,92 м, 0,96×0,5 м прямоугольной формы с закруглёнными верхними гранями, выполнен из глыбы розового гранита высотой 2,04 м, обложенный с 4-х сторон плитами розового гранита: две боковые стороны размер каждой — 1,87×0,5 м — из плит нешлифованного гранита, а две фасадные стороны размер каждой — 1,92×0,96 м — из шлифованных плит.
Фасадные стороны гравированы и окрашены в золотистый цвет надписи. Первая фасадная  имеет 8-строчную надпись на украинском языке: «Памятный знак / установлен / на ознаменование / 200-летие / со дня основания / города Кривого Рога / на месте первых поселений/май, 1975 год». Второй имеет две надписи: первая надпись 11-строчный, прописными и маленькими буквами: «Почтеннъйшемь Вашего сиятелства армия к шансу Александровского прямо ингулцом поставлен... …27 апреля 1775 года… первой станъ в куриной балке … в Кривомъ Рогъ в Саксаганы.»; вторая надпись 5-строчная заглавными буквами: «ИЗ ДОНЕСЕНИЯ ОТАМАНА / КОША ЗАПОРОЖСКОГО ГЕНЕРАЛ-ПОРУЧИКА / ПРОЗОРОВСКОМУ 29.IV.1775г. / ЦГИА УССР Ф.229 ОП.1.ЕД. 361/АРК 34 34 3В., 38».
Стереобат платформа под обелиском двухъярусная: размеры нижнего в плане — 4×4 м, высота — 0,13 м; размеры верхнего — 2×2 м, высота — 0,03 м; обложен плитами шлифованного розового гранита размерами 0,8×0,4 м, высотой 0,03 м. Площадка благоустройства выложена железобетонными квадратными плитами, имеет прямоугольную форму со сторонами 22×23 м.